# Platysporoides chartarum
Platysporoides chartarum är en svampart som först beskrevs av Karl Wilhelm Gottlieb Leopold Fuckel, och fick sitt nu gällande namn av Shoemaker & C.E. Babc. 1992. Platysporoides chartarum ingår i släktet Platysporoides och familjen Pleosporaceae.   Inga underarter finns listade i Catalogue of Life.